# Џејмс Бари (хирург)
Џејмс Миранда Стјуарт Бари (енгл. James Miranda Steuart Barry), Маргарет Ен Балкли по рођењу (енгл. Margaret Ann Bulkley; око 1789/1799 – 25. јул 1865), служи као ирски војни хирург у британској војсци. По завршетку студија медицине на Универзитету у Единбургу, Бари служи у Индији и Јужној Африци (Кејптаун). Крај каријере дочекује са чином у рангу бригадног генерала. Током службе ради на побољшању услова живота не само војника, већ и локалног становништва. 1862. изводи један од првих порођаја царским резом, након кога су и мајка и дете преживели.
Иако готово цео живот проводи као мушкарац, Џејмс Бари се рађа као девојчица по имену Маргарет Ен Балкли. Није познато да ли је Бари био транс мушкарац или се на промену идентитета Маргарет Ен Балкли одлучује да се упише на студије медицине и настави каријеру као хирург. Обмана је откривена тек након смрти.

## Детињство и младост
Неколико биографа проучавало је ову занимљиву личност, а у оставштини налазе се бројна писма која говоре о чињеницама из Баријевог живота. Постоји недоумица око тачне године рођења. Биографи Мајкл ду Приз и Џереми Дронфилд, у књизи Жена испред свог времена (A Woman Ahead of Her Time) тврде да се Бари, односно Маргарет Балкли рађа у Корку 1789. године, поткрепљујући ову информацију писмом Маргаретине мајке од 14. јануара 1805. године, у коме она пише о својој петнаестогодишњој ћерци. Поред тога, када Маргарет Балкли мења свој идентитет и постаје Џејмс Бари, мења и податак о својим годинама, тврдећи каснију годину рођења, па тако други биографи као датум рођења наводе и 1792, 1795, и 1799. годину.
Маргарет Ен Балкли је друго дете у породици Џеремаје и Мери-Ен Балкли. Ујак, мајчин брат Џејмс Бари, био је чувени ирски уметник и професор сликарства на Краљевској Академији уметности у Лондону. Џеремаја Балкли радио је у кући за вагање (Weigh house) која се налазила у луци у Корку. Као католик у антикатолички расположеној средини отпуштен је са тог места и оставши без посла почиње да се бави финансијским преварама и завршава у даблинском затвору. Када се и Маргаретин старији брат оженио и засновао своју породицу, Мери-Ен и Маргарет остају без средстава за живот. У међувремену у породици Балкли родило се и треће дете. Девојчица Џулијана представљана је као Маргаретина сестра, а заправо су биле родитељ и ћерка, што је откривено те након Џејмсове смрти, када су на стомаку откривене стрије.
Џејмс се, и поред финансијских тешкоћа, у касном адолесцентском периоду школује за гувернанту, занимање које није могло обезбедити финансијску сигурност какву је Џејмсова мајка желела. Зато Мери-Ен Бакли, заједно са утицајним и либерално настројеним пријатељима свог покојног брата, венецуеланским генералом и револуционаром Франсиском де Мирандом, доктором Едвардом Фриером, који је касније постао Џејмсов лични ментор, и Данијелом Ридоном, породичним адвокатом, смишља превару која ће омогућити да се Џејмс упише на студије медицине. Идеја је потекла од генерала Миранде, који бива импресиониран Џејмсовом интелигенцијом и он први саветује да се преруши и представља као мушкарац, да се лакше сналази у животу. Веровао је да би било могуће да Џејмс, након дипломирања, разбије предрасуде и ради нормално као жена лекар у Венецуели, где ју је звао да дође да живи. Међутим, план одласка у Венецуелу је пропао након што је Миранда ухапшен. После тога се Бари придружује војсци, а вероватно пролази лекарски преглед без разоткривања, уз помоћ још једног пријатеља покојног ујака, лорда Бухана. Изабран је Универзитет у Единбургу, па се са Мери-Ен 30. новембра 1809. године укрцава на једрењак који ће их тамо одвести. Тај 30. новембар био је дан када је Маргарет Балкли обукла мушко одело и постала Џејмс Бари, нећак покојног сликара Џејмса Барија. Од тог дана она више никада није обукла женску одећу. У писму упућеном породичном адвокату 14. децембра исте године Џејмс Бари тражи да се писма, упућена њему, прослеђују његовој мајци, коју он у писму назива својом тетком: „... Било је од велике користи за госпођу Балкли (моју тетку) да на броду има уз себе господина који ће се бринути о њој у страној земљи...”. Иако је писмо потписано именом Бари, адвокат је на полеђини коверте дописао „Miss Bulkley, 14 December”.
По доласку у Единбург Бари је започиње студије медицине. Током студија, због малог раста, танког гласа, нежних црта лица и глатке коже, многи су веровали сумњали у године рођења које Џејмс тврди, па су у почетку универзитетске власти одбијале да дозволе полагање завршног испита. Ипак јуна месеца 1812. дипломира. и вратио се у Лондон. У Лондону је Бери 2. јула 1813. успешно положио испит за хирурга и добио чин пуковског асистента.

## Каријера
Прво место болничког асистента у британској војсци Бари добија 6. јула 1813. године, а затим добија именовање помоћника хирурга, (еквивалентно чину поручника) у Краљевској војној болници у Плимуту. Након тога служи у Кејптауну (Јужна Африка), где стиже 1816. године.
Неколико недеља по доласку у Јужну Африку постаје медицински инспектор колоније, а убрзо и лични лекар гувернера, лорда Чарлса Сомерсета. Током десетогодишњег боравка у Кејптауну Бари се бори за организовање бољег водоснабдевања у овом граду, а такође обавља и један од првих познатих успешних порођаја царским резом, у ком су и мајка и дете – дечак крштен као Џејмс Бери Маник – преживели. Током овог периода такође стиче и непријатеље, критикујући однос локалних власти према медицинским питањима. Под лупом јавности је и Џејмсов блиски однос са гувернером, за који су кружиле гласине да је хомосексуалне природе. Овај својеглави и темпераментни заводник, с нацифраним шеширом и мачем, ходао је у ципелама с потпетицом од 4cm да би био виши.
После Кејптауна Бари добија службу на Маурицијусу, 1828, Јамајци, 1831. и на острву Света Јелена 1836. године. Године 1840. иде по служби на Острва заветрине и Острва приветрине. Током боравка на Западноиндијским острвима Бери се фокусира на медицину, управљање болницом и рад на побољшању услова живота војника, што са собом доноси унапређење у главног лекара. Године 1845. Бари оболева од жуте грознице и у октобру одлази у Енглеску на опоравак. Вративши се са боловања, 1846. године стиже на Малту, где се неколико година бори да сузбије епидемију колере, која ипак избија око 1850. године. Следеће намештење било је на Крф 1851. године, где службује као заменик Генералног инспектора болнице, што је чин у рангу генерал-поручника. Током боравка на Крфу посећује и Крим, где, у Скадарској болници, упознаје Флоренс Најтингејл. Коначно, 1857. године, иде у Канаду, где унапређењем стиже до ранга бригадног генерала. На том положају се са подједнаким жаром бори за боље услове живота - исхрану, хигијену и одговарајућу медицинску негу, како војних лица и чланова њихових породица, тако и затвореника и губаваца. Где год да службује, Бари се залаже за боље услове живота, како војске, тако и локалног становништва, а постаје познат и по наметању строгих хигијенских стандарда у ратној медицини, изради јеловника за пацијенте, инсистирању на биљном лечењу сифилиса и гонореје и др.
Флертови с бројним женама одагнали су сваки сумњу на то да ли је мушкарац, тако да то нико није доводио у питање. Неретко се упушта у конфликте и чак се бори и у неколико витешких двобоја. Добија репутацију мачо неустрашивог мушкарца, а славна Флоренс Најтингел Џејмса описује бруталним када су се упознали.

## Смрт
Бери одлази у пензију 1864. године, неки верују против своје воље и враћа се у Енглеску. Умире од дизентерије, 25. јула 1865. године. Последња жеља је била да се сахрана обави у одећи у којој умре и то одмах након смрти, али домаћица, која је тело припремала за укоп није испоштовала ову његову жељу и била је веома изненађена када је открила да је тело које лежи пред њом не само тело жене, већ тело жене која је рађала. После разговора са надлежним војним службама, Џејмсов лекар идентификовао је тело као тело мушкарца, а Британска војска запечатила је све извештаје на 100 година. Сахрана је обављена у Лондону, под именом Џејмс Бари и пуним чином. Његов слуга Џон вратио се на Јамајку.